# 星から訪れたもの

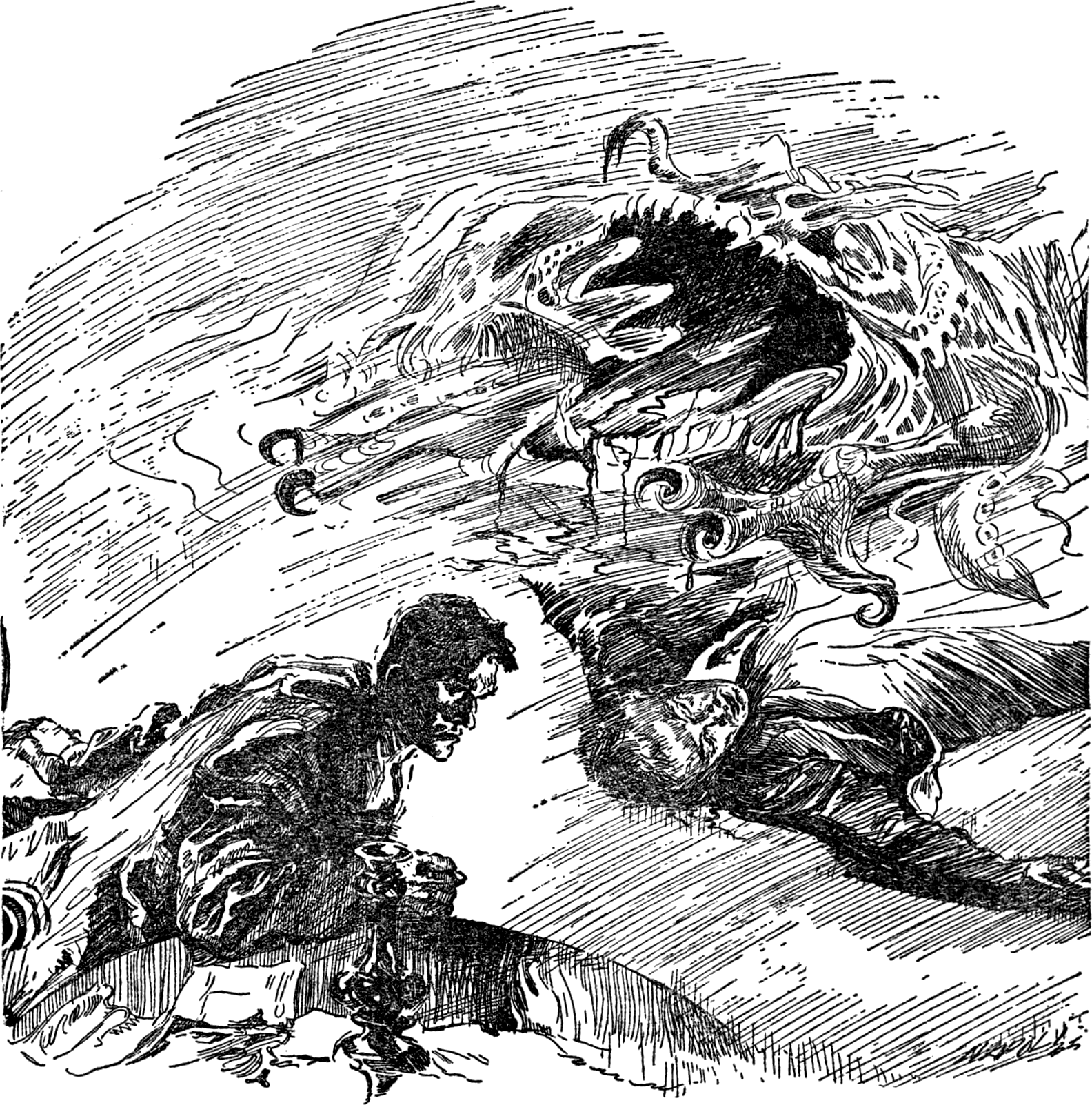
『ウィアード・テイルズ』1935年9月号掲載時の挿絵。ビンセント・ナポリによる。

『星から訪れたもの』（ほしからおとずれたもの、星から来た妖魔／妖蛆の秘密、原題：英: The Shambler from the Stars）は、アメリカ合衆国のホラー小説家ロバート・ブロックが1935年に発表した短編小説。クトゥルフ神話の1つ。
魔道書「妖蛆の秘密」の初出となった作品であり、当文献は創造者ブロックにとどまらず多くのクトゥルフ神話作家が自作に取り入れることになる。本作品には複数の邦訳があり、意訳題の一つにもなっている。

## 作品解説

### 概要
ラヴクラフトとブロックの交流から生まれ、『ウィアード・テイルズ』1935年9月号に掲載された。当時19歳で年少のブロックがラヴクラフトをリスペクトし、彼をモデルとした人物を作中に登場させて惨殺してしまう。類例は幾つかありそれ自体は珍しくないが、本作はラヴクラフトが続編を執筆して続き物となっているというエピソードを有する、無二の特徴がある。最終的には、ブロック1935年『星から訪れたもの』、ラヴクラフト1936年『闇をさまようもの』、ブロック1950年『尖塔の影』という3連作となる。
東雅夫は『クトゥルー神話事典』にて先述の解説を述べた上で「記念すべき（？）作品」と付け加えている。
主人公は名無しの語り手であり、ラヴクラフトによる続編『闇をさまようもの』にて「ロバート・ハリスン・ブレイク」というフルネームが設定され、大幅に人物像が書き加えられる。

### あらすじ
16世紀ブリュッセルの錬金術師ルドウィク・プリンは、召喚した使い魔の群れに仕えられて暮らしていたと伝わる。それらの魔物は「目には見えざる朋輩」「星の送りし下僕」などと、記録に記されている。ルドウィクは魔女裁判を司る異端審問所の役人たちに捕らえられ、拷問にかけられるも何一つ自白せず、獄中で己の知識を文書に記した。ルドウィクは処刑されるも、その文書は何者かが持ち出し出版にこぎつけ、禁書に指定される。その本のタイトルは「デ・ウェルミス・ミステリイス」といい、英語に訳せば『妖蛆の秘密』となる。
怪奇作家の主人公は、吸血鬼や狼男や神話の怪物などうそっぱちとみなし、真にリアリティあるホラーを書きたいと、禁断の知識を求めていた。年長の友人である「プロヴィデンスの夢想家」は、『ネクロノミコン』や『エイボンの書』などの存在を教えつつも、深入りしないよう忠告する。しかし主人公は辛抱強く探索を続け、ついに古書店で伝説の禁書を発見する。主人公は、鉄の表紙のつけられた大きな黒い書物『妖蛆の秘密』の初版本を、わずか1ドルで入手する。だがラテン語で書かれていたため、主人公には読めなかった。
主人公はプロヴィデンスの夢想家宅を訪れ、解読を依頼する。夢想家は最初はためらうも、翻訳を始めるとすぐさまのめり込む。やがてプリンの伝説にある「星から召喚した不可視の下僕」について書かれていることがわかり、彼は呪文を読み上げる。
夜の星空のもと、窓から突風が舞い込み、友人が悲鳴を上げながら、空中に浮かび上がる。友人の体は背骨が折れそうなほどにねじ曲がり、やがて首が裂ける。そして噴き出した鮮血が、空中で消え、何者かが血を啜る音が響く。血を奪われた友人の肉体はしなび果て、不可視であった怪物が血の色で染まった姿を浮かび上がらせる。やがて魔物は窓から去り、死体と主人公が残される。
主人公は友人宅に火を放ち、すぐさまプロヴィデンスを離れて地元に帰る。友人の死は、火事での焼死と報道される。主人公は、夜になって星を見るたびに、悪夢を思い出す。主人公は、あの魔物が再び訪れて自分を闇に引きずり込むのではないかと、恐怖しつつも、禁断の知識を身を以て知ることに焦がれながら、物語は幕を下ろす。（闇をさまようものに続く）

### 主な登場人物
- 「わたし」 - 怪奇作家。陰性の嗜好のため就職が難しかったために作家となった。3連作で次第にキャラが立っていく。
- プロヴィデンスの夢想家 - 隠遁生活をしながら禁断の知識を研究している。
- ルドウィク・プリン - 16世紀の錬金術師。魔女裁判で捕まり、獄中で「妖蛆の秘密」を執筆した後に処刑される。

### 怪物
プリンが使役して「目には見えざる朋輩」「星の送りし下僕」などと称された吸血生物。姿は見えず、哄笑を響かせる。血を吸ったときに赤く染まると視認できるようになる。
単発の怪物であるが、TRPGでは「星の精 Star Vampire」と命名され、知名度を得ている。

### 収録
- 『クトゥルー7』青心社、大瀧啓裕訳、「星から訪れたもの」

『星から訪れたもの』『闇をさまようもの』『尖塔の影』の3連作が続けて収録されている。
- 『暗黒界の悪霊』ソノラマ文庫、柿沼瑛子訳、「星から来た妖魔」
- 『真ク・リトル・リトル神話大系2』国書刊行会、松村三生訳、「妖蛆の秘密」
- 『新編真ク・リトル・リトル神話大系2』国書刊行会、松村三生訳、「妖蛆の秘密」

## 関連作品
- 闇をさまようもの - ラヴクラフトによる続編。
- 喰らうものども - ロングによるクトゥルフ神話にして、非ラヴクラフトによるクトゥルフ神話第1号。ラヴクラフトをモデルとする人物が登場し、惨死する。
- キーパー・コンパニオン - スウェーデンの作家ヨン・アイヴィデ・リンドクヴィストが2017年に発表した作品。本作、スティーブン・キング、TRPGクトゥルフの呼び声の3つを踏まえて書かれている。